# Protestantische Kirche Mulhausen

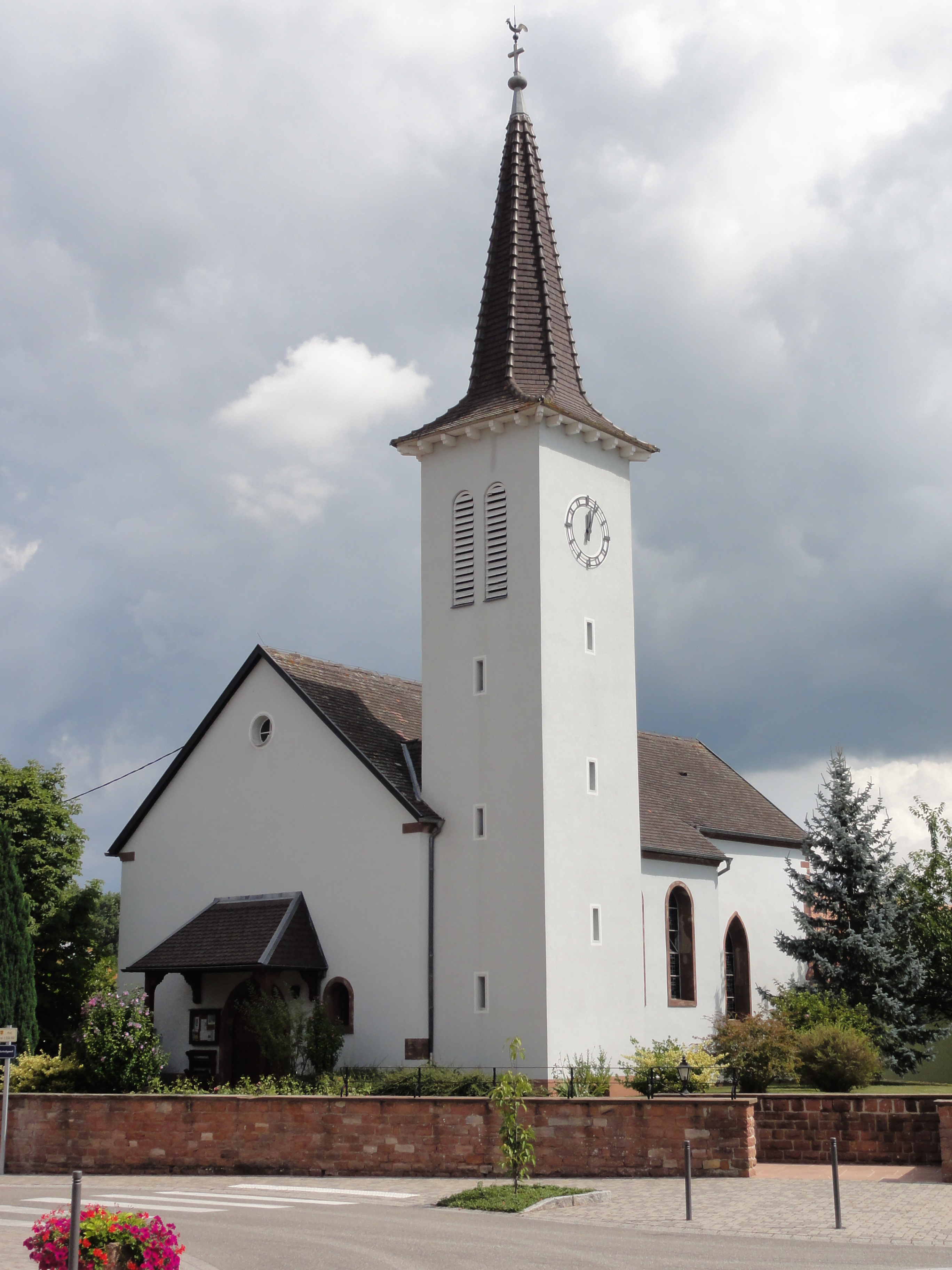
Protestantische Kirche Mulhausen

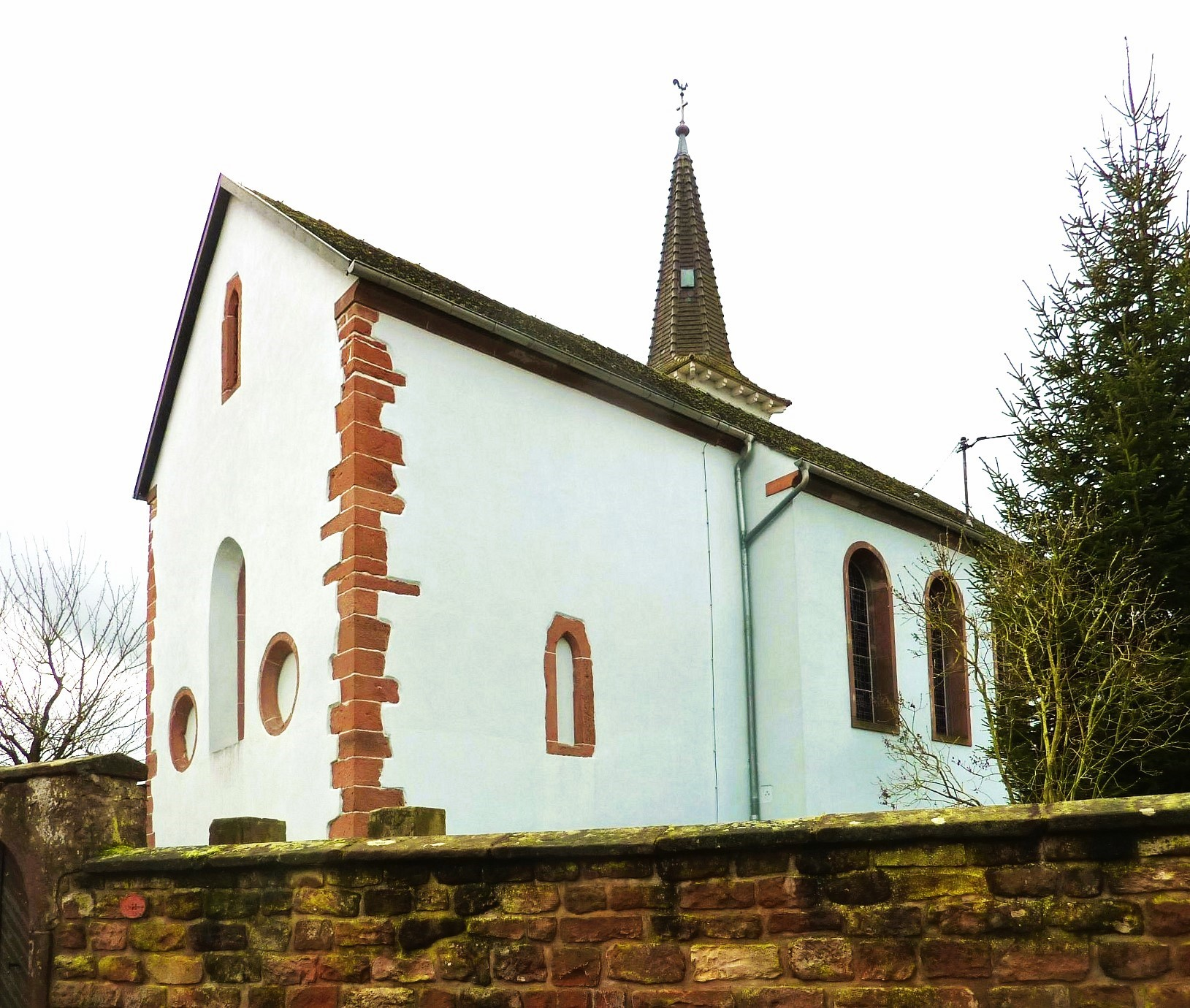
Blick zum mittelalterlichen Chor

Die Protestantische Kirche (französisch Église protestante) ist eine Kirche der lutherischen Protestantischen Kirche Augsburgischen Bekenntnisses von Elsass und Lothringen in Mulhausen (Département Bas-Rhin) in Frankreich. Die Kirche ist seit 1935 als Monument historique klassifiziert.

## Geschichte
Die bis zur Einführung der Reformation nach 1545 wahrscheinlich der heiligen Brigitta geweihte Kirche wurde urkundlich zum ersten Mal 1371 erwähnt. Der erhaltene massive gotische Chor wird in diese Zeit in das 14. Jahrhundert datiert. Er wirkt in seinen massigen Formen, den beiden heute vermauerten kleinen Rundfenstern im Osten sowie den Lanzettfenstern eher noch als ein Werk der ausgehenden Romanik bzw. des Übergangsstils hin zur Gotik.
Das im 18. Jahrhundert umgebaute Kirchenschiff wurde im Kriegswinter 1944/45 zerstört. Turm und Kirchenschiff wurden 1957 in modernen Formen neu errichtet, der Chor wurde 1962 restauriert. Dort ursprünglich vorhandene Wandmalereien sind zerstört.